# Памятник Евгению Примакову
Памятник Евгению Примакову — монумент работы скульптора Георгия Франгуляна, посвящённый советскому и российскому политическому и государственному деятелю, экономисту и востоковеду-арабисту Евгению Максимовичу Примакову. Установлен на Смоленской-Сенной площади в Москве.

## История создания
По утверждению специального корреспондента ИД «Коммерсантъ» Андрея Колесникова, идея установки памятника в сквере напротив здания МИД России негласно принадлежит Сергею Лаврову. По словам журналиста, за небольшую территорию сквера, расположенного на Смоленской-Сенной площади, велась ожесточенная борьба с некой коммерческой организацией, которой этот участок был передан под строительство небольшого бизнес-центра, но по итогу с мэрией столицы был найден общий язык и участок был отдан под строительство памятника.
Осенью 2019 года были завершены работы по благоустройству сквера, проводимые в рамках благоустройства площади у Киевского вокзала и прилегающих к нему территорий (работы начались в апреле 2019 года). В ходе проведённых работ тротуары были вымощены гранитной плиткой на площади 3,1 тыс. м², проложено тысяча погонных метров бордюрного камня из гранита, разбито 0,45 га газонов и установлено 34 опоры наружного освещения (воздушные кабельные линии были убраны в кабельную канализацию); была сделана остановка для общественного транспорта.
По данным газеты «Коммерсантъ», работа над проектом памятника вместе с всеми правовыми вопросами по месту его будущего расположения велась в течение полутора лет. Кандидатура скульптора Георгия Франгуляна была предложена спецпредставителем президента по международному культурному сотрудничеству Михаилом Швыдким, который занимался проектом памятника в течение всего времени.
По словам журналиста Андрея Колесникова, присутствующего на официальной церемонии открытия памятника, один из гостей ему рассказал, что скульптор Георгий Франгулян изначально сделал фигуру Примакова вполоборота по отношению к зданию Министерства — как отсылку к историческому решению политика, занимавшего на тот момент должность председателя Правительства России, которое впоследствии получило название «разворот над Атлантикой», но в окончательной версии скульптуры этот поворот корпуса сохранился лишь отчасти.
По данным газеты «Коммерсантъ», средства на строительство скульптурного комплекса выделил фонд Алишера Усманова «Искусство, наука и спорт».
29 октября 2019 года в Москве на Смоленской-Сенной площади, в сквере напротив здания МИД России, был открыт памятник Евгению Примакову. Открытие монумента было приурочено к 90-летию со дня рождения выдающегося государственного деятеля, учёного и политика. На торжественной церемонии открытия монумента, в числе прочих, присутствовали президент РФ Владимир Путин, глава МИД РФ Сергей Лавров, мэр Москвы Сергей Собянин, и вдова Евгения Примакова Ирина Примакова. Церемонию открытия памятника провёл специальный представитель Президента по международному культурному сотрудничеству Михаил Швыдкой.

Считаю глубоко символичным, что памятник Евгению Максимовичу Примакову установлен рядом с Министерством иностранных дел. Наша общая обязанность — беречь его наследие, всегда слышать голос Примакова. Я очень надеюсь, что этот замечательный памятник будет сохранять великую память о великом гражданине России/
— В. В. Путин. Из выступления на церемонии открытия памятника 29 октября 2019 г.

## Описание
Памятник представляет собой бронзовую скульптуру на постаменте того же материала, изображающую в реалистичной манере фигуру Евгения Примакова в полный рост, окруженную четырьмя стелами, символизирующими главные направления его деятельности: науку, работу в разведке, международных отношениях и правительстве. Вся скульптурная композиция установлена на массивное основание из красного гранита, общей площадью 24 на 25 метров, на котором имеются вставки в виде квадратных плит из чёрного гранита и бронзы с нанесенным на них контррельфом, напоминающие разметку шахматной доски. В репортаже телеканала «Россия-1» от 27 октября 2018 года автор монумента пояснил, что расположение вставок из бронзовых плит на гранитном основании повторяет движение шахматной фигуры коня и символизирует характерную особенность Евгения Примакова как политика, способного принимать неожиданные решения — делать так называемый «ход конём». На бронзовом постаменте имеется барельеф в виде надписи прописными буквами:

ЕВГЕНИЙ МАКСИМОВИЧ ПРИМАКОВ